# Château de Sardan
Le château de Sardan est un château situé à Sardan, dans le département du Gard et la région Languedoc-Roussillon. Il est aujourd'hui une propriété privée.
Ce château fait l’objet d’un classement au titre des monuments historiques depuis le 12 décembre 1996.
Il peut se visiter lors des Journées du Patrimoine.